# Céline (azienda)
CELINE è una casa di moda francese fondata nel 1945 da Céline Vipiana. Dal 1996 l'azienda è di proprietà del gruppo LVMH, che l'ha rilevata per 2,7 miliardi di franchi.

## Storia
Il marchio Celine nacque nel 1945, inizialmente come laboratorio di calzature su misura per bambini, ed in seguito ampliò la produzione alle scarpe da donna ed agli accessori. Le prime linee di prêt-à-porter furono lanciate solo negli anni sessanta.
Lo stilista statunitense Michael Kors fu nominato, come primo direttore creativo e stilista delle collezioni moda femminili del marchio, nel 1997. Durante il suo periodo presso Celine, Kors trasformò l'azienda in una delle più acclamate case di moda internazionali. Kors lavorò per il marchio sino al 2004, anno in cui prese il suo posto il designer italiano Roberto Menichetti. Dopo soltanto un anno Menichetti fu sostituito dalla stilista croata Ivana Omazic, che in passato aveva lavorato per Romeo Gigli, Prada, Jil Sander e Miu Miu.
Il 4 settembre 2008, Bernard Arnault, presidente del gruppo LVMH, ha nominato Phoebe Philo come nuova direttrice creativa di Celine, al posto della Omazic, che secondo quanto detto da Pierre-Yves Roussel, non era riuscita a portare il prêt-à-porter del brand Celine ai livelli richiesti. Philo ha iniziato a lavorare per Celine nell'ottobre dello stesso anno, e la sua prima collezione è stata presentata a maggio 2009.
Nel gennaio 2018, LVMH ha annunciato la successione di Hedi Slimane alla direzione creativa del marchio. A settembre dello stesso anno viene annunciato un rebranding che cambia il nome da Céline in Celine.